# Гульхона
Гульхона, или Гулхонаский джамоат (тадж. Ҷамоати деҳоти Гулхона) — сельская община (джамоат дехота) находящийся в Джаббар-Расуловском районе Согдийской области Таджикистана.

## Общие сведения
Сельский джамоат Гульхона образован решением Верховного Совета Таджикской ССР в 1933 году. Общая площадь поселения 68,28 км², общая численность населения составляет 23445 (2015) человек. Административным центром джамоата является село Гульхона, также джамоат включает 11 сёл: Гульхона, Навбунёд, Точикобод, Маданият, Селкан, Лолазор, Саричашма, Бахор, Бахористон, А. Назаров, Дусти (до 7 января 2013 года село Дустлик). В Гульхоне расположены 7 общеобразовательных школ, 2 дошкольных учреждения, 2 дома культуры, 8 малых предприятий и животноводческая ферма.
Основное занятие населения — сельское хозяйство, в том числе: животноводство, выращивание зерновых культур, хлопка, картофеля, овощей и фруктов.